# 3170 Джанібеков
3170 Джанібеков (3170 Dzhanibekov) — астероїд головного поясу, відкритий 24 вересня 1979 року.
Тіссеранів параметр щодо Юпітера — 3,270.